# Bacilly
Bacilly – miejscowość i gmina we Francji, w regionie Normandia, w departamencie Manche.

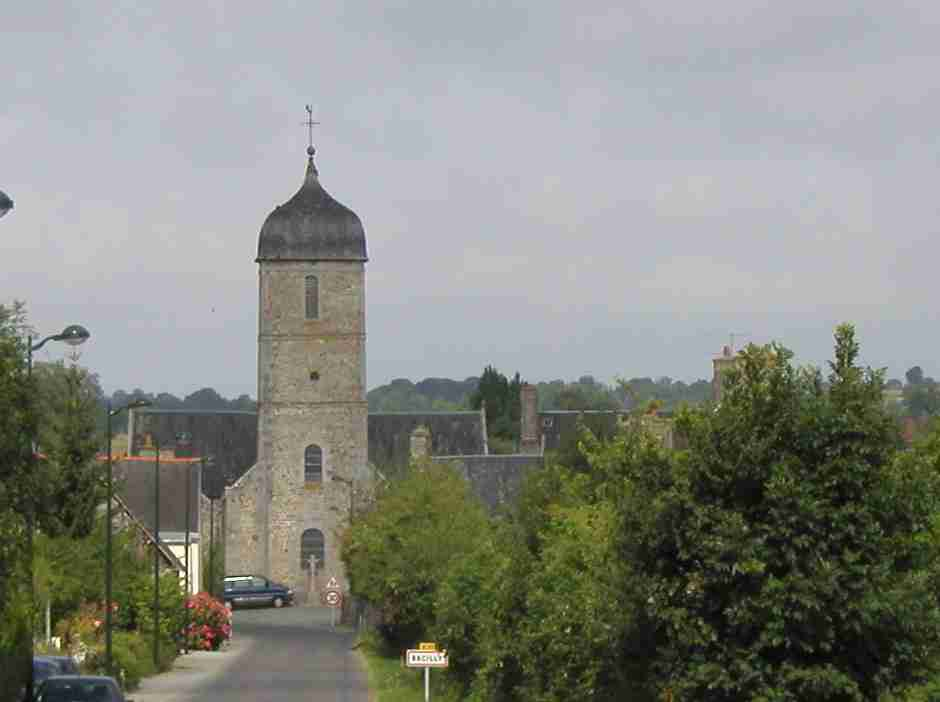
Bacilly

Według danych na rok 1990 gminę zamieszkiwały 644 osoby, a gęstość zaludnienia wynosiła 41 osób/km² (wśród 1815 gmin Dolnej Normandii Bacilly plasuje się na 348. miejscu pod względem liczby ludności, natomiast pod względem powierzchni na miejscu 210.).